# Gordan Matković
Gordan Matković (Osijek, 26. srpnja 1964.) je hrvatski političar, bivši gradonačelnik Osijeka.

## Životopis
Osnovnu i srednju školu završio je u rodnom Osijeku. Diplomirao je voćarstvo, vinogradarstvo i vinarstvo na zagrebačkom Agronomskom fakultetu.
Nakon obrazovanja radio je na Poljoprivrednom institutu Osijek i kao rukovoditelj u komunalnim djelatnostima Osijeka.
Bio je dragovoljac Domovinskog rata i časnik Hrvatske vojske.

### Politička karijera
Nekoliko godina bio je vijećnik HSP-a u Gradskom vijeću Grada Osijeka te u Skupštini i Poglavarstvu Osječko-baranjske županije.
2005., nakon pobjede HSP-a na lokalnim izborima u Osijeku, Matković je postao zamjenik gradonačelnika Đapića za komunalstvo, stanovanje i promet. Istovremeno je bio i predsjednik osječkog ogranka HSP-a i član Predsjedništva stranke.
Od 2008. do 2009. bio je osječki gradonačelnik nakon što je zbog određenih nesuglasica pala gradska vlast.
Nakon sukoba s vodstvom HSP-a zajedno sa svojim pristašama napustio je stranku. 2010. prešao je u HDSSB.
2011. napustio je HDSSB i prešao u HSP dr. Ante Starčević.